# بارك تشانيول
بارك تشانيول (مواليد 27 نوفمبر 1992، في سول، في كوريا الجنوبية؛ يعرف باسمه الفني تشانيول) هو مغني ورابر وممثل كوري جنوبي. وهو عضو في الفرقة الكورية الجنوبية والصينية إكسو، والفرقة الفرعية إكسو كي. حالياً يعمل تشانيول لصالح إس إم إنترتينمنت في كوريا الجنوبية وأفيكس تراكس في اليابان.

## النشأة
ولد تشانيول في 27 نوفمبر عام 1992 في مدينة سول في كوريا الجنوبية، وانضم لمدرسة هيونداي الثانوية في حي أبغُجونغ في العاصمة. لبارك تشانيول أخت اسمها بارك يو را وتعمل مذيعة في محطة بث واي تي إن (YTN)، وكانت تعمل في محطة بث إم بي سي (MBC) في كوريا الجنوبية.
بعمر السادسة عشر انضم تشانيول لمنشأة خاصة للفنون وهناك تعرف بعضو فرقة بلوك بي الرابر بي أو. حالياً فإن تشانيول في جامعة كيونغ هي سايبر في تخصص إدارة الفن والثقافة مع كل من سوهو وبايك هيون من إكسو.
أبدى تشانيول اهتمامه بالموسيقى بعد مشاهدته مدرسة الروك أثناء المدرسة الابتدائية. بعد ذلك بدأ باللعب على الطبول، وكان يستطيع الحصول على العديد من الأدوات الموسيقية لأن والده كان موسيقياً في صغره. أثناء المدرسة المتوسطة انضم لفرقة مع صديقه واستمر لثلاث سنوات. قُبل تشانيول كمتدرب في إس إم للترفيه بعد حصوله على المركز الثاني في مسابقة سمارت موديل 2008. أراد تشانيول بعد انضمامه لإس إم للترفيه أن يكون فرقة مثل تيراكس لكنه أدرك صعوبة الأمر وبدأ التركيز علي موسيقى الراب.

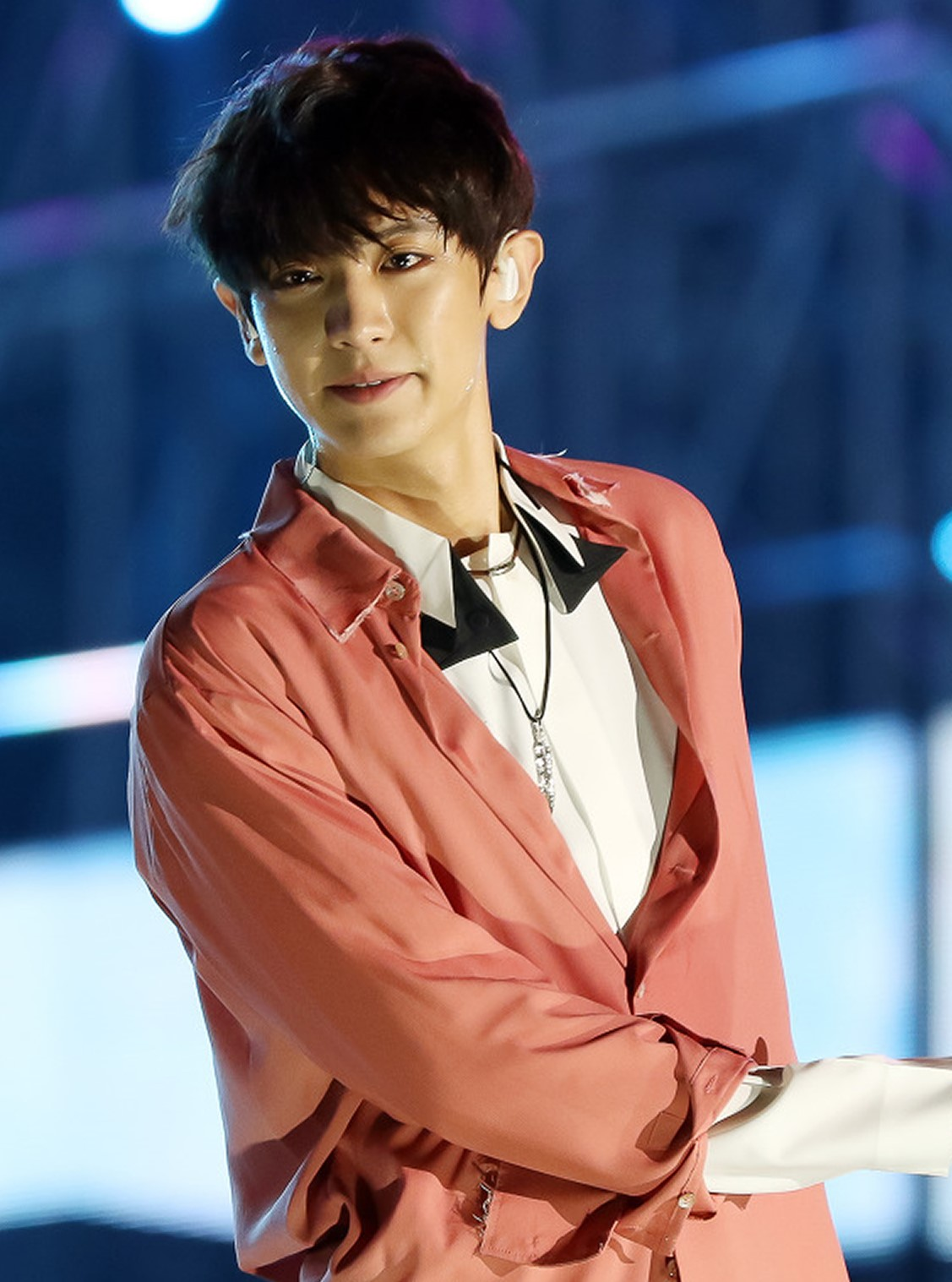
تشانيول في مهرجان عائلة لوت في أكتوبر 2016.

## مسلسلات ظهر فيها
- High Kick! 2008
- Royal Villa 2013
- EXO Next Door 2015
- Missing Nine 2016
- 2018 Secret Queen Makers[بحاجة لمصدر]
- 2018 Memories of the Alhambra
- My Heart is beating 2020 دراما صوتية [7]

## برامج ظهر فيها
- Law of the Jungle 2013
- Roommate 2014
- Dating Alone 2015
- Law of the Jungle 2015[بحاجة لمصدر]
- Salty tour 2017[بحاجة لمصدر]
- Master key 2017[8]
- Law of the Jungle 2021[بحاجة لمصدر]

## أفلام ظهر فيها
- Salut d'Amour 2015
- So I married an anti-fan 2016 [بحاجة لمصدر]
- The Box 2021[9]

## أغاني شارك فيها
- Henry (Bad Girl) 2014
- Zhuomi (Rewind) 2014
- شارك في النسخة اليابانية من أغنية Genie لفرقة غيرلز جينيريشن
- Heize (Don't make money) 2015
- Yesung (Confession) 2016
- Chen (If we love again) 2016
- Yuan Shanshan (I Hate You) 2016
- Far East Movement (Freal Luv) 2016
- Punch (Stay With Me) 2016
- Junggigo (Let Me Love You) 2017
- Sehun (We Young) 2018
- Punch (Go Away Go Away) 2020
- DJ Raiden (Yours) 2020
- Lee Sunhee (Anbu) 2020
- Rothy (Ocean View) 2020
- Devine Channel x Loopy (Faded) 2020

## روابط خارجية
- بارك تشانيول على موقع IMDb (الإنجليزية)
- بارك تشانيول على موقع ميوزك برينز (الإنجليزية)
- بارك تشانيول على موقع ديسكوغز (الإنجليزية)
- بارك تشانيول على موقع قاعدة بيانات الفيلم (الإنجليزية)
- بارك تشانيول على موقع كينوبويسك (الروسية)